# Шанфара
Аш-Шанфара́ (араб. الشنفرى‎ — букв. «губастый») — арабский поэт, живший на рубеже V—VI веков. Жил на юго-западе Центральной Аравии. Был из числа салуков — изгоев древнеарабского общества (представителей бедноты, оказывавшихся в условиях разложения родоплеменного строя вне племени).
В поэзии Шанфары преобладают мотивы «самовосхваления» (фахр), героика человеческой личности и нетерпимость к социальной несправедливости.
Известен главным образом благодаря приписываемой ему «Ламиййат аль-араб» (буквально «Касыда арабов», рифмованная на «л»), автором которой в настоящее время считают иракского филолога VIII века Ха́лафа аль-А́хмара.

## Упоминания в литературе
Аш-Шанфара появился как персонаж в «Ресалат аль-Гуфран», написанном Аль-Маарри около 1033 года. Во время воображаемого путешествия по аду шейх, критиковавший аль-Маарри, встречает аль-Шанфару вместе с Тааббатой Шарраном.